# Stress (Myss Keta)
Stress è un singolo della rapper Italiana Myss Keta, pubblicato il 23 marzo 2018 come secondo estratto dal primo album in studio Una vita in Capslock.

## Tracce
1. Stress – 3:57 (Stefano Riva, H-24)